# Peppermint Candy
Pour les articles homonymes, voir Peppermint et Candy.
Pour plus de détails, voir Fiche technique et Distribution.
Peppermint Candy (박하사탕, Bakha satang) est un film sud-coréen réalisé par Lee Chang-dong, sorti en 2000.

## Synopsis
1999. Kim Yongho, désespéré, se donne la mort lors d'un pique-nique où il retrouve d'anciens camarades qu'il n'a pas vus depuis 20 ans. Le film remonte alors ces vingt dernières années à la recherche de la cause de ce suicide en relatant différents épisodes de sa vie. Se dessine alors le portrait d'un homme brisé, cynique et violent, qui se ferme délibérément à toute velléité d'humanisme.

## Fiche technique
- Titre : Peppermint Candy
- Titre original : 박하사탕 (Bakha satang)
- Réalisation : Lee Chang-dong
- Scénario : Lee Chang-dong
- Musique : Lee Jae-jin
- Photographie : Kim Hyeong-gu
- Montage : Park Il-hyeon
- Production : Myeong Gye-nam et Makoto Ueda
- Pays d'origine :  Corée du Sud
- Langue originale : coréen
- Format : couleurs - 1,85:1 - Dolby Surround - 35 mm
- Genre : drame
- Durée : 130 minutes
- Dates de sortie :
  - Corée du Sud : 1er janvier 2000
  - France : 20 février 2002

## Distribution
- Sol Kyung-gu : Kim Yongho
- Moon So-ri : Yun Sunim
- Kim Yeo-jin : Hongja
- Kong Hyung-jin
- Choi Dok-moon
- Ko Seo-hee
- Baek Jang-soo
- Kim In-kwong
- Lee Dae-yeon
- Ji Tae-han
- Seo Jeong
- Park No-shik
- Jo Han-chul

## Autour du film
- Les deux comédiens principaux, Seol Gyeong-gu et Moon So-ri, sont également les héros du film suivant de Lee Chang-dong, Oasis, sorti en 2002.

## Distinctions
- Blue Dragon Film Awards 2000 : Prix du Meilleur acteur pour Seol Gyeong-gu
- Festival de Cannes 2000 : Sélectionné à la Quinzaine des Réalisateurs
- Festival de Karlovy Vary 2000 : Prix spécial du jury